# خالد الهاشمی (بازیکن فوتبال)
خالد الهاشمی (انگلیسی: Khalid Al-Hashemi؛ زادهٔ ۱۸ مارس ۱۹۹۷) بازیکن فوتبال اهل امارات متحده عربی است.
از باشگاه‌هایی که در آن بازی کرده‌است می‌توان به باشگاه ورزشی بنی یاس اشاره کرد.
وی همچنین در تیم ملی فوتبال امارات متحده عربی بازی کرده‌است.